# Derek Lalonde
Derek Lalonde, född 18 augusti 1972, är en amerikansk ishockeytränare som var senast tränare för Detroit Red Wings i National Hockey League (NHL) mellan den 30 juni 2022 och 26 december 2024.
Han avlade en kandidatexamen i idrott och hälsa vid State University of New York College at Cortland och spelade samtidigt som ishockeymålvakt för deras idrottsförening Cortland Red Dragons. Mellan 1995 och 2002 var han assisterande tränare för olika idrottslag på college/universitetsnivå. År 2002 fick Lalonde en anställning hos Ferris State University och blev assisterande tränare för ishockeylaget som representerar deras idrottsförening Ferris State Bulldogs. Han var där i fyra år innan Lalonde lämnade och fick liknande arbetssysslor hos ishockeylaget för Denver Pioneers, som är idrottsföreningen för University of Denver. År 2011 lämnade han college/universitetsishockeyn och flyttade till Green Bay Gamblers i United States Hockey League (USHL) och var general manager och tränare där. Tre år senare blev Lalonde tränare för det professionella ishockeylaget Toledo Walleye i ECHL. År 2016 flyttades han upp till American Hockey League (AHL) när han blev tränare för Iowa Wild. Två år senare utsågs han till att vara assisterande tränare för Tampa Bay Lightning i NHL. Där var han med och vinna två raka Stanley Cup-titlar med dem för säsongerna 2019–2020 och 2020–2021. Han och Lightning var också i Stanley Cup-final för säsongen 2021–2022 men där blev dock Colorado Avalanche för svåra. Den 30 juni 2022 meddelade Detroit Red Wings general manager Steve Yzerman att de hade utsett Lalonde som ny tränare efter att deras förre tränare Jeff Blashill fick lämna efter sju år på posten.

## Statistik
Källa: 
| Lag               | Säsong    | Grundserie | Grundserie | Grundserie | Grundserie         | Grundserie | Grundserie     | Slutspel          |  |
| Lag               | Säsong    | Matcher    | Vinster    | Förluster  | Övertids förluster | Poäng      | Placering      | Resultat          |  |
| ----------------- | --------- | ---------- | ---------- | ---------- | ------------------ | ---------- | -------------- | ----------------- |  |
| Detroit Red Wings | 2022–2023 | 82         | 35         | 37         | 10                 | 80         | 7:a i Atlantic | Missade slutspel. |  |
| Detroit Red Wings | 2023–2024 | 82         | 41         | 32         | 9                  | 91         | 5:a i Atlantic | Missade slutspel. |  |
| Detroit Red Wings | 2024–2025 | 34         | 13         | 17         | 4                  | 30         | (Sparkad.)     | (Sparkad.)        |  |
| Totalt            | Totalt    | 198        | 89         | 86         | 23                 | 201        |                |                   |  |